# ZSU-37
Die ZSU-37  (russisch зенитная самоходная установка (ЗСУ-37), Transkription: Senitnaja Samochodnaja Ustanowka (SSU)), war ein sowjetischer Flugabwehrpanzer. Sie wurde 1944 entwickelt und in geringer Stückzahl hergestellt. Die ZSU-37 war das erste in Serie produzierte selbstfahrende sowjetische Flugabwehrsystem auf Vollkettenfahrgestell.

## Entwicklung
Während des Zweiten Weltkrieges verfügte die Rote Armee nicht über selbstfahrende Flugabwehrwaffen aus eigener Produktion. Entsprechende Entwicklungen in den 1930er Jahren mussten erfolglos abgebrochen werden. Lediglich eine geringe Anzahl der 76-mm-Fla-Sfl 29-K auf dem Fahrgestell des Lkw JaG-10 wurde 1934 produziert. Auch Versuche, während des Krieges einen Flugabwehrpanzer zu entwickeln, führten vorerst nicht zum Erfolg. Der T-90, mit zwei Maschinengewehren DSchK bewaffnet, wurde 1942 im Gorkier Automobilwerk (GAZ) zunächst auf dem Fahrgestell des leichten Panzers T-60 aufgebaut. Als der T-70 verfügbar war, wurde dessen Chassis als Basis für den T-90 genutzt. Das Projekt wurde jedoch eingestellt, da eine Bewaffnung mit der 37-mm-Flak M1939 bessere Leistungen versprach. Das aus dem T-70 abgeleitete Fahrgestell der leichten Selbstfahrlafette SU-76 bildete schließlich die Basis der ZSU-37. 
1942 wurde im GAZ ein erster Prototyp hergestellt. Für das Fahrgestell wurden Komponenten des T-60 und T-70 benutzt. Die 37-mm-Kanone wurde in einem feststehenden Turm installiert. Das Fahrzeug erhielt die Bezeichnung SU-72. Während der Erprobung wurden Probleme mit der Motorkühlung festgestellt. Eine eventuelle Serienproduktion im GAZ hätte auch umfangreiche technologische Umstellungen im Werk erfordert, was jedoch unter Kriegsbedingungen unmöglich war.
Als SU-11 wurde eine im November 1942 im Werk Nr. 38 hergestellte Version mit Drehturm bezeichnet. Auch hier fanden wieder Baugruppen des T-60 und T-70 im Chassis Verwendung. Nach den Erprobungen im Dezember 1942 wurde das Fahrzeug nicht in die Bewaffnung der Roten Armee übernommen.
Zwischen Dezember 1943 und Juli 1944 wurden weitere drei Prototypen unter der Bezeichnung Su-17 gebaut. Der Bau wurde wieder im Werk Nr. 38 begonnen, zwei der Fahrzeuge wurden jedoch im Werk Nr. 40 fertiggestellt. Das Werk Nr. 40 produzierte die Su-76M in Serie, im Werk Nr. 38 waren wiederum nicht alle notwendigen Vorrichtungen für den Bau von Fliegerabwehrselbstfahrlafetten vorhanden. Der erste Prototyp wurde im Dezember 1943 fertiggestellt, jedoch erst im Februar 1944 erprobt. Der zweite Prototyp wurde im Frühjahr 1944 gebaut. Er war 1,2 Tonnen leichter und wurde von einem einzelnen Sechszylindermotor ZIS-80MF mit einer Leistung von 98,5 PS angetrieben. Die Konstruktion des Turmes wurde ebenfalls geändert. Während der Erprobung im Juli 1944 stellte sich jedoch heraus, dass die Leistung des Motors nicht ausreichte. Daher erhielt der dritte Prototyp im Sommer 1944 wieder die ursprüngliche Antriebsanlage mit zwei Motoren. Die Erprobungen im November und Dezember 1944 verliefen erfolgreich. Der dritte Prototyp war der unmittelbare Vorgänger der Serienfahrzeuge.

## Konstruktion

### Fahrgestell
Als Chassis wurde das Fahrgestell der Selbstfahrlafette SU-76 genutzt. Anstelle der 76-mm-Kanone wurde die 37-mm-Flak im oben offenen Drehturm installiert. Die Schweißkonstruktionen von Wanne und Turm bestanden aus 6 bis 35 Millimeter starken Panzerblechen. Das drehstabgefederte Laufwerk hatte sechs Laufrollen und drei Stützrollen auf jeder Seite, das Antriebsrad befand sich vorn, das Leitrad hinten. Wie schon der T-70 wurde das Fahrzeug von zwei Sechszylinder-Viertaktmotoren GAZ-203 mit einer Leistung von je 85 PS angetrieben.
Der Fahrer saß in der Wanne, die Bedienung im Turm. Sie bestand aus einem Ladekanonier, je einem Richtkanonier für Seite und Höhe, einem Beobachter für Geschwindigkeit und Entfernung sowie einem Beobachter für den Zielkurs. Der Turm konnte bei Regen und Schneefall mit einer Plane abgedeckt werden, für die Waffe stand dann nicht mehr der volle Höhenrichtbereich zur Verfügung.
Die Steigfähigkeit des Fahrzeuges lag bei 25°, die Wattiefe bei 0,9 m. Die ZSU-37 konnte 0,67 m hohe Hindernisse und 2 m breite Gräben überwinden. 
Zur Kommunikation wurde entweder ein Funkgerät 12RT (12РТ) oder 9RM (9РМ) sowie eine Bordsprechanlage TPU-ZF (ТПУ-ЗФ) eingebaut.

### Bewaffnung
Die 37-mm-Flak wurde praktisch unverändert übernommen. Die Kanone besaß ein einteiliges Rohr und eine unterhalb des Rohres angeordnete Rohrbremse. Die Patronenzufuhr, das Öffnen und Verschließen des Verschlusses, die Schussauslösung und der Hülsenauswurf wurden durch einen Ladeautomat gesteuert. Das Richten des Geschützes erfolgte manuell mit einem mechanischen Richtantrieb.
Der Höhenrichtbereich lag zwischen −5° und +85°, der Seitenrichtbereich betrug 360°. Im Fahrzeug wurden 320 Granatpatronen mitgeführt, davon befanden sich 190 Patronen in Ladestreifen zu je fünf Schuss im Turm. Zur Zielbeobachtung war ein Raumbildentfernungsmesser mit 1-m-Basis vorhanden. 

### Munition
Die ZSU-37 nutzte die schon für die 37-mm-Flak M1939 eingeführten Munitionstypen. Für den Kampf gegen Luftziele standen Splittersprenggranaten zur Verfügung, gegen gepanzerte Ziele wurden Wuchtgeschosse, ab 1944 zusätzlich auch Unterkaliber-Wuchtgeschosse eingesetzt. Alle Granaten waren Leuchtspurgranaten.

## Produktion
Die ZSU-37 wurde von 1944 bis 1948 produziert. Insgesamt wurden 75 Fahrzeuge im Werk Nr. 40 in Mytischtschi hergestellt.

## Einsatz
Da vor Kriegsende nur eine geringe Anzahl ZSU-37 fertiggestellt werden konnten, kam die ZSU-37 während des Krieges nicht mehr zum Einsatz. Ende 1945 wurde eine Versuchs-Flak-Abteilung mit zwölf Selbstfahrlafetten aufgestellt. 
Mit der ZSU-37 stand der Roten Armee 1945 ein leistungsfähiges Fahrzeug zur Verfügung, das mit entsprechenden Konstruktionen wie dem M19, dem Crusader III AA Mk I oder dem Flakpanzer Ostwind vergleichbar war. Dennoch zeigten sich einige Nachteile. Der oben offene Turm bot zwar eine ausgezeichnete Sicht für die Besatzung, schützte die Besatzung jedoch nur unzureichend. Das Fahrzeug war leicht und geländegängig, hatte jedoch Probleme, mittleren und schweren Panzern in schwierigem Gelände zu folgen. Daher wurden Überlegungen angestellt, das Chassis des mittleren Panzers T-34 zu nutzen. Letztendlich wurden aber derartige Projekte verworfen, da die Nutzung modernerer Fahrgestelle und der leistungsfähigeren 57-mm-Kanone mehr Entwicklungsperspektiven versprachen. Diese Entwicklung führte schließlich zur ZSU-57-2.